# توني إنسور (لاعب اتحاد الرغبي)
توني إنسور (بالإنجليزية: Tony Ensor) هو لاعب اتحاد الرغبي نيوزيلندي، ولد في 11 مايو 1991 في بالكلوثا (نيوزيلندا) في نيوزيلندا.

## وصلات خارجية
- توني إنسور على موقع ItsRugby.co.uk (الإنجليزية)